# Вонсош (Подляское воеводство)
Вонсош (пол. Wąsosz) — деревня в Польше, входит в состав Граевского повята Подляского воеводства. Административный центр гмины Вонсош. Находится на реке Висса (приток Бебжи) примерно в 16 км к юго-западу от города Граево. По оценке 2015 года, в деревне проживало примерно 1236 человек. Есть позднеготический костёл (1508–1532).

## История
Вонсош имел статус города с 1436 по 1870 год. В конце XIX века это было местечко Щучинского уезда Ломжинской губернии. Насчитывалось 2592 жителей, действовал винокуренный завод. В 1941 году в Вонсоше произошёл еврейский погром, в ходе которого было убито несколько сотен человек.